# Quận Gilchrist, Florida
Quận Gilchrist là một quận thuộc tiểu bang Florida, Hoa Kỳ. Quận lỵ đóng ở Trenton6. 
Dân số theo điều tra năm 2010 của Cục điều tra dân số Hoa Kỳ là 16939 người.

## Địa lý
Theo Cục điều tra dân số Hoa Kỳ, quận này có diện tích 920 km2, trong đó có 15 km2 là diện tích mặt nước.